# Antipop
Antipop ist das sechste Studioalbum der Band Primus. Es erschien 1999 bei Interscope Records.

## Hintergrund
Antipop ist das letzte Album der Band Primus vor der dreijährigen Auszeit der Band von 2000 bis 2003. Es ist auch das letzte Album mit Schlagzeuger Bryan Mantia. Das Album entstand in Zusammenarbeit mit bekannten Gastmusikern und Produzenten, unter anderem Tom Waits, James Hetfield (Metallica), Jim Martin (Faith No More), Fred Durst (Limp Bizkit) und Tom Morello (Rage Against the Machine).
Aus dem am 19. Oktober 1999 auf Interscope Records erschienenen Album wurden die zwei Singles Lacquer Head und Electric Uncle Sam ausgekoppelt.
Der Titel Coattails of a Dead Man, enthält eine Studio-Version des Titels The Heckler vom Album Suck on This als Hidden Track, der nach 6 Minuten, 16 Sekunden beginnt. The Antipop enthält nach ca. 38 Sekunden die Phrase „They're here“ aus dem Film Poltergeist.

## Titel
Texte: Les Claypool, Musik: Primus.
| Nr.          | Titel                              | Gastauftritt von               | Länge   |
| ------------ | ---------------------------------- | ------------------------------ | ------- |
| 1.           | Intro                              | Tom Waits                      | 0:17    |
| 2.           | Electric Uncle Sam                 | Tom Morello                    | 2:55    |
| 3.           | Natural Joe                        |                                | 4:12    |
| 4.           | Lacquer Head                       |                                | 3:49    |
| 5.           | The Antipop                        |                                | 5:33    |
| 6.           | Eclectic Electric                  | James Hetfield, Jim Martin     | 8:34    |
| 7.           | Greet the Sacred Cow               |                                | 5:10    |
| 8.           | Mama Didn’t Raise No Fool          | Tom Morello                    | 5:04    |
| 9.           | Dirty Drowning Man                 | Martina Topley-Bird            | 4:48    |
| 10.          | Ballad of Bodacious                |                                | 3:28    |
| 11.          | Power Mad                          | Tom Morello                    | 3:42    |
| 12.          | The Final Voyage of the Liquid Sky |                                | 5:39    |
| 13.          | Coattails of a Dead Man            | Martina Topley-Bird, Tom Waits | 9:57    |
| Gesamtlänge: | Gesamtlänge:                       | Gesamtlänge:                   | 1:03:15 |

## Besetzung

### Primus
- Les Claypool – Bass, Gesang
- Larry LaLonde – Gitarre, Synthesizer
- Bryan Mantia – Schlagzeug

### Gastmusiker
- Tom Morello – Lead-Gitarre auf den Titeln 2, 8 und 11
- James Hetfield – Gitarre auf Titel 6
- Jim Martin – Gitarre auf Titel 6
- Martina Topley-Bird – Gesang auf den Titeln 9 und 13
- Tom Waits – Mellotron, Gesang auf den Titeln 1 und 13

### Gastproduzenten
- Tom Morello – Titel 2, 8 und 11
- Matt Stone – Titel 3
- Fred Durst – Titel 4
- Stewart Copeland – Titel 9
- Tom Waits – Titel 1 und 13